# A Day in Duluth
A Day in Duluth oraz Duluth Revisited – albumy Elvisa Presleya, składające się z koncertu który odbył się 29 kwietnia 1977 w Duluth w stanoe Minnesota. Wtedy Elvis Presley był ubrany w  King of Spades Suit, a także śpiewał utwór Big Boss Man – najprawdopodobniej był to jeden z trzech razy w 1977 r.
W czasie koncertu w dniu 3 maja 1977 w Saginaw Elvis próbował zaśpiewać ten utwór, ale była to tylko próba zakończona niepowodzeniem, więc nie mogło to być wykonanie przed publiką. Ostatni raz Elvis Presley wykonał Big Boss Man 18 czerwca 1977 roku w Kansas City w Missouri.

## Lista utworów
1. "Also sprach Zarathustra"
2. "See See Rider"
3. "Dialogue" (nieobecne w albumie A Day in Duluth)
4. "I Got a Woman – Amen"
5. "Love Me"
6. "If You Love Me"
7. "You Gave Me a Mountain"
8. "Jailhouse Rock"
9. "’O sole mio – It’s Now or Never"
10. "Dialogue"
11. "Little Sister"
12. "Teddy Bear – Don’t Be Cruel"
13. "Bridge over Troubled Water"
14. "Big Boss Man"
15. "My Way"
16. "Intros"
17. "Early Morning Rain
18. "Lady Delta (instr.)"
19. "Drum solo"
20. "Bass Solo"
21. "Piano solo"
22. "Electric Keyboard solo"
23. "Introductions" (nieobecne w albumie A Day in Duluth)
24. "School Days"
25. "Hurt(with FS)"
26. "Hound Dog"
27. "Can’t Help Falling in Love"
28. "Closing Vamp"